# Jeremy Vennell

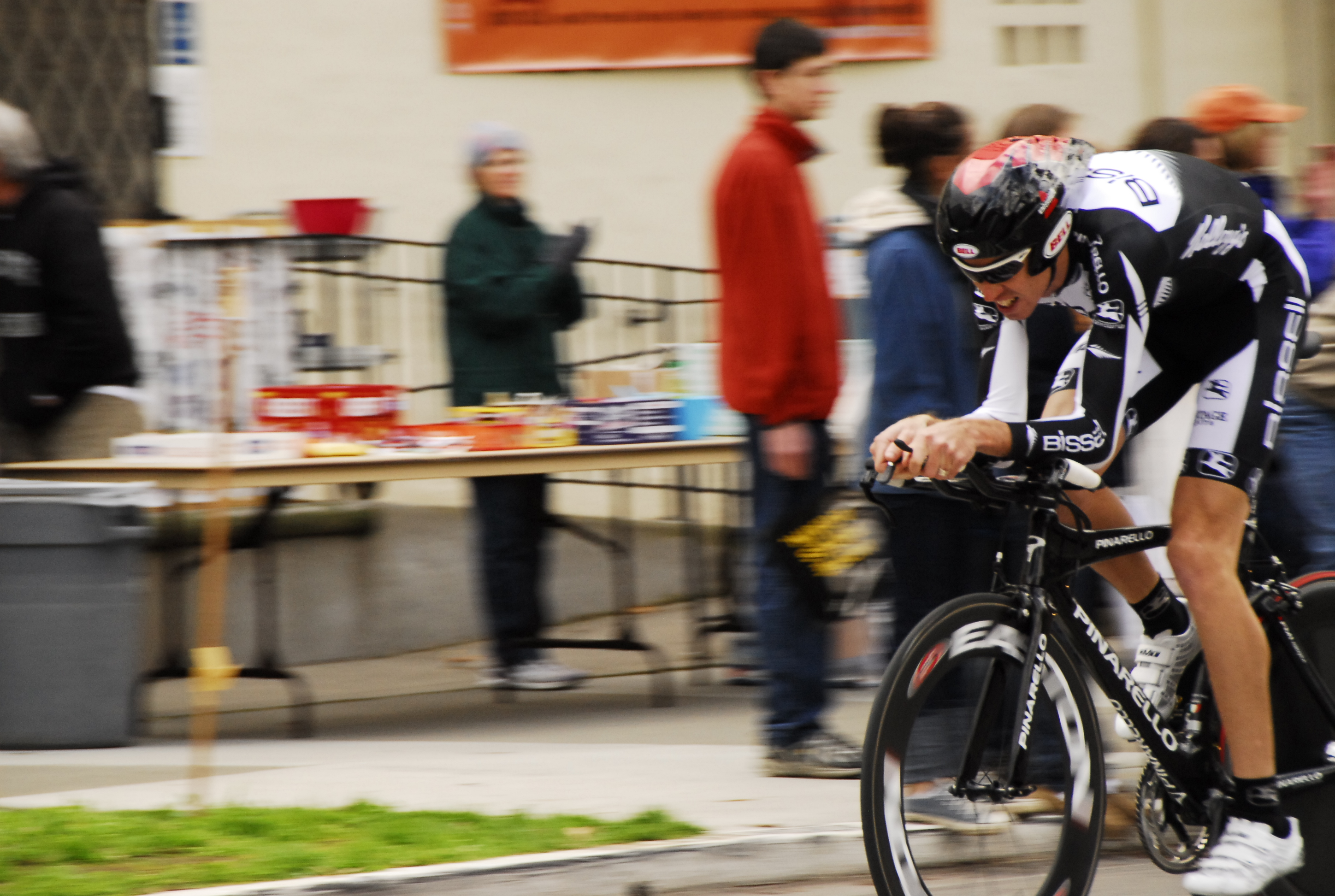
Jeremy Vennell bei der Tour of California 2009

Jeremy Raymond Vennell (* 6. Oktober 1980 in Auckland) ist ein ehemaliger neuseeländischer Radrennfahrer.
Jeremy Vennell begann seine Karriere 2005 bei dem B&E Cycling Team. Ab 2006 fuhr er für das britische Continental Team DFL-Cyclingnews-Litespeed.
2009 wurde Vennell neuseeländischer Meister im Einzelzeitfahren.

## Erfolge
2005
- eine Etappe Tour of Southland

2007
- zwei Etappen Tour of Southland

2009
- Neuseeländischer Meister – Einzelzeitfahren
- eine Etappe Tour of Wellington

## Teams
- 2005 B&E Cycling Team
- 2006 DFL-Cyclingnews-Litespeed
- 2007 DFL-Cyclingnews-Litespeed
- 2008 Bissell Pro Cycling Team
- 2009 Bissell Pro Cycling
- 2010 Bissell
- 2011 Bissell Cycling
- 2012 Bissell Cycling
- 2013 Bissell Cycling